# Pi (estat)
L'Estat de Pī (xinès tradicional: 邳國, xinès simplificat: 邳国) va ser un estat vassall de la Dinastia Zhou durant el període de Primaveres i Tardors de la història xinesa. També conegut com l'Estat de Xue (xinès tradicional: 邳國, xinès simplificat: 薛国), Pi va ser governat per membres de la família Ren (任). El seu ancestre Xi Zhong (奚仲), havia estat el Ministre de Carruatges (车正) de Yu el Gran durant la Dinastia Xia (~2070&ndash1600 aEC) i se li havia atorgat terres a la confluència dels rius Dan (丹水) i Yi (沂水) en la part sud de l'actual província Shandong amb l'Estat de Song a l'est i l'Estat de Tan (郯国) al nord.

## Història
Inscripcions d'un oracle d'os de l'època de la Dinastia Shang (1600–1046 aEC) mostren els caràcters xinesos “丕” i “邑” (literalment: ciutat gran) de banda a banda; aquests es combinarien més tard en la forma única “邳”.
En la Dinastia Shang, Pi estava en guerra amb la cort imperial per resistir als seus intents de governar l'estat. Més tard Pi va ser derrotat per l'Estat de Peng. En el 418 aEC l'Estat de Qi es va desplaçar-hi al territori de Xue obligant als seus habitants a traslladar-se cap al sud en el Pi Baix (邳下), el qual es trobava a la part baixa del riu Si. El Pi Alt (邳上) es trobava al nord al llarg del mateix riu. L'estat va ser enderrocat finalment per l'Estat de Chu.
Amb els seus més de 1.500 anys d'història Pi va realitzar una important contribució al desenvolupament de la regió oriental de Xuzhou.